# Isomerida albicollis
Isomerida albicollis là một loài bọ cánh cứng trong họ Cerambycidae.